# Zázněj

Znázornění vzniku záznějů

Zázněje neboli rázy v akustice jsou interference dvou tónů, jejichž frekvence se poněkud liší, vnímané jako periodické změny hlasitosti, jejichž rychlost se rovná rozdílu obou frekvencí.
Zázněje jsou dobře slyšet při ladění hudebních nástrojů, které vydávají trvající tóny; pokud znějí dva tóny, jejichž výška (frekvence) se poněkud liší, je slyšet zvuk, jehož síla pravidelně kolísá podobně jako při tremolu. Když se laděním oba tóny postupně přibližují, zázněje se zpomalují, až jsou tak pomalé, že je nelze vnímat.

## Matematika a fyzika záznějů

Výsledek skládání dvou sinusových vln (červená, zelená) je zobrazen modře. Obrázek ukazuje jak vypadá situace, když se zvyšuje frekvence jedné z vln. Obě vlny jsou zpočátku shodné, ale pak se frekvence zelené vlny postupně zvyšuje o 25 %. Je vidět konstruktivní a destruktivní interference.

Akustický jev lze snadno vysvětlit matematicky. Pokud nakreslíme graf, který ukazuje funkci odpovídající složenému zvuku dvou strun, je vidět, že maxima a minima nejsou konstantní, jako když zní jeden tón, ale mění se v čase: když je fázový rozdíl obou vln přibližně 180° maxima jedné vlny ruší minima druhé (vlny jsou v protifázi), zatímco když je fázový rozdíl přibližně 0° (vlny jsou ve stejné fázi), maxima i minima obou vln se vzájemně sčítají, což se projevuje vyšší hlasitostí zvuku.
Lze dokázat (viz goniometrická rovnice), že následující hodnoty maxim a minim vytvářejí vlnu, jejíž frekvence se rovná rozdílu mezi frekvencemi obou výchozích vln. Například pro nejjednodušší příklad dvou sinusových vln s jednotkovou amplitudou:
{\displaystyle {\cos(2\pi f_{1}t)+\cos(2\pi f_{2}t)}={2\cos \left(2\pi {\frac {f_{1}+f_{2}}{2}}t\right)\cos \left(2\pi {\frac {f_{1}-f_{2}}{2}}t\right)}}
Pokud jsou obě počáteční frekvence vzájemně blízko (pokud se liší o několik hertzů), frekvence kosinu na pravé straně uvedeného výrazu (f1−f2)/2, je příliš nízká, aby výsledný zvuk byl slyšet jako tón. Místo toho je slyšet periodická změna prvního členu výrazu (lze říct, že násobení kosinem vytváří obálku druhé rychlejší vlny), jejíž frekvence je (f1 + f2)/2 tj. aritmetickému průměru obou frekvencí. Protože lidské ucho není schopné vnímat otočení fáze, ale pouze amplitudu (intenzitu) zvuku, je slyšitelná pouze absolutní hodnota obálky. Proto se zdá, že frekvence obálky je dvojnásobkem frekvence kosinu, což znamená, že frekvence slyšitelných rázů je:
{\displaystyle f_{beat}=f_{1}-f_{2}\,}
jak je vidět na obrázku vpravo.

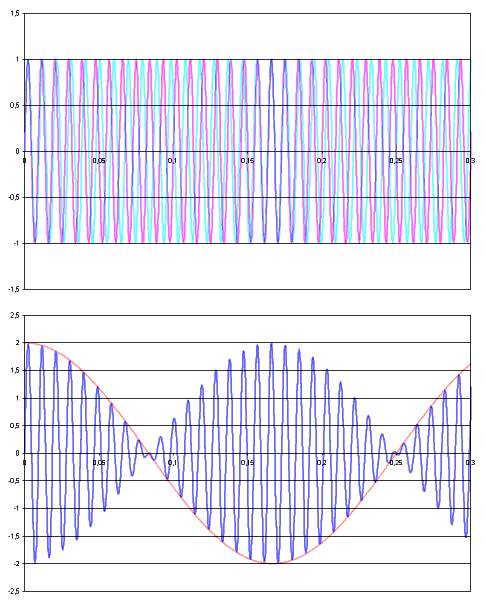
Soubor:Beat - superposition of 104hz and 110hz sine waves.oggSinusový signál s frekvencí 110 Hz A (fialově; první 2 sekundy), sinusový signál s frekvencí 104 Hz G# (světle modře; následující 2 sekundy), jejich součet (tmavě modře; poslední 2 sekundy) a odpovídající obálka (červeně)

Fyzikální interpretace je taková, že když {\displaystyle \cos \left(2\pi {\frac {f_{1}-f_{2}}{2}}t\right)} se rovná jedné, obě vlny jsou ve fázi a interferují konstruktivně; když se rovná nule, vlny jsou v protifázi a interferují destruktivně. Zázněje se objevují také u složitějších zvuků a u zvuků s různou hlasitostí, ale matematický výpočet už není tak jednoduchý.
Zázněje lze také slyšet mezi tóny, jejichž kmitočet se blíží harmonickému intervalu, protože některá harmonická frekvence prvního tónu interferuje s harmonickou druhého tónu. Například v případě čisté kvinty, třetí harmonická (tj. druhý alikvotní tón) základního tónu interferuje s druhou harmonickou (první alikvotní tón) druhého tónu. V temperovaném ladění se kvůli rozdílům mezi temperovanými a čistými intervaly (viz Harmonická řada (hudba)) mohou zázněje objevit nejen při mírném rozladění, ale i u některých správně naladěných intervalů.

## Použití
Hudebníci často používají interferenční zázněje pro objektivní kontrolu naladění unison, čistých kvint a dalších jednoduchých harmonických intervalů. Klavírní a varhanní ladičky dokonce používají metodu počítání záznějů pro přesné naladění určitého intervalu.
Hudební skladatel Alvin Lucier napsal mnoho skladeb, ve kterých zázněje hrají důležitou roli. Italský skladatel Giacinto Scelsi, jehož zralý styl je založen na mikrotónových oscilacích unison, využívá intenzivně efekty interferenčních záznějů, především ve svých pozdních dílech jako jsou houslová sóla Xnoybis (1964) a L'âme ailée / L'âme ouverte (1973) (všimněte si, že Scelsi používá pro každou strunu nástroje zvláštní part, takže houslová sóla jsou psána jako kvartety, přičemž různé struny houslí mohou současně hrát stejný tón s mikrotonálními posuny, takže vznikají interferenční vzorky). Skladatel Phill Niblock založil svoji hudbu zcela na záznějích způsobených mikrotonálními rozdíly.

## Binaurální zázněje
Člověk vnímá binaurální zázněje, pokud jedním uchem slyší poněkud jiný tón než druhým. V tomto případě tóny neinterferují fyzicky, ale jsou sčítány v mozku v prodloužené míše. Tento jev souvisí se schopností mozku lokalizovat zvuky ve trojrozměrném prostoru.

## Ukázky
Interference zvuků (vyšší rozdíl frekvencí): levý kanál tón A3 (220 Hz), pravý kanál tón G#3 (207.65 Hz) se zázněji 12.35 Hz

Interference zvuků (nižší rozdíl frekvencí) tóny 220 a 222 Hz se zázněji 2.0 Hz